# Isabelle Carré

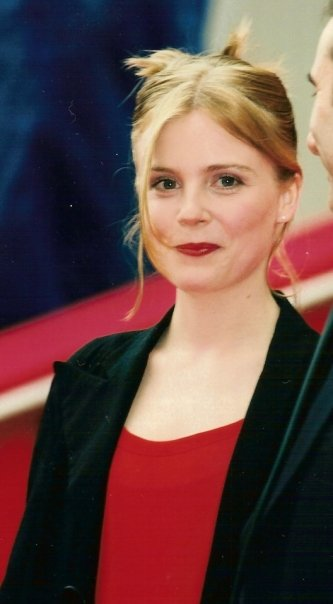
Isabelle Carré podczas 50. Międzynarodowego Festiwalu Filmowego w Cannes w 1997 roku

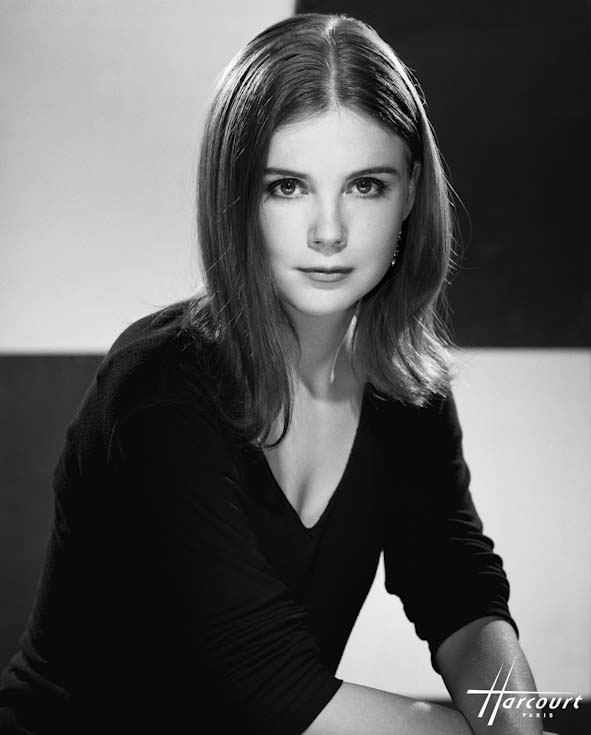
Isabelle Carré – fotografia portretowa wykonana przez paryskie Studio Harcourt (1998)

Isabelle Carré (ur. 28 maja 1971 w Paryżu) – francuska aktorka filmowa.

## Życiorys
Isabelle Carré urodziła się 28 maja 1971 roku w Paryżu. Od roku 1989 wystąpiła w ponad w 40 filmach. Jest również zdobywczynią nagrody Cezara dla najlepszej aktorki za rolę Claire Poussin w filmie Wspominać rzeczy piękne w 2001 roku. Była także nominowana do nagrody Cezara aż sześć razy za film Beau fixe (1992), Huzar (1995), La Femme défendue (1997), Uczucia (2003), W jego rękach (2005) i Anna M. (2007).
Od 26 sierpnia 2006 roku jest zaręczona z producentem filmowym Bruno Péserym, z którym ma syna Antoine’a, urodzonego w dniu 11 października 2008 roku. Jej brat, Benoît Carré, jest członkiem francuskiej grupy Lilicub.

## Wybrana filmografia
- 1992: Beau fixe – jako Valerie
- 1995: Huzar – jako guwernantka
- 1996: Zuchwały Beaumarchais – jako Rozyna
- 1997: La Femme défendue – jako Elle (Muriel)
- 1999: Gwiazdkowy deser – jako Annabelle
- 2001: Wspominać rzeczy piękne – jako Claire Poussin
- 2002: Kocha... nie kocha! – jako Rachel
- 2003: Uczucia – jako Edith
- 2004: Wyprawa po dziecko – jako Géraldine Ceyssac
- 2005: W jego rękach – jako Claire Gauthier
- 2006: Jedwabne życie – jako France „Franssou” Dumanoir
- 2007: Anna M. – jako Anna M.
- 2007: Mój przyjaciel lis – jako narrator / dorosła dziewczynka
- 2010: Przepis na miłość – jako Angélique Delange
- 2011: Droga pod wiatr – jako Josée Combe
- 2012: Szukając Hortense – jako Aurore
- 2014: Oddychaj – jako Vanessa, matka Charlie
- 2014: Historia Marii – jako siostra Margueritte
- 2015: Miłość od pierwszego dziecka – jako Gabrielle
- 2020: De Gaulle – jako Yvonne de Gaulle

## Nagrody
- 1998 – Prix Romy Schneider
- 2003 – Nagroda Lumière dla najlepszej aktorki – Wspominać rzeczy piękne
- 2003 – Nagroda Cezara dla najlepszej aktorki – Wspominać rzeczy piękne

### Nominacje
- 1993 – Nagroda Cezara dla najlepszej obiecującej aktorki za film Beau fixe
- 1996 – Nagroda Cezara dla najlepszej obiecującej aktorki za film Huzar
- 1998 – Nagroda Cezara dla najlepszej obiecującej aktorki za film La Femme défendue
- 2004 – Nagroda Cezara dla najlepszej aktorki za film Uczucia
- 2006 – Nagroda Cezara dla najlepszej aktorki za film W jego rękach
- 2008 – Nagroda Cezara dla najlepszej aktorki za film Anna M.
- 2011 – Nagroda Cezara dla najlepszej aktorki za film Przepis na miłość